# Západní část Západních Beskyd
Západní část Západních Beskyd (slovensky: Západné Beskydy) jsou geomorfologickou oblastí Vnějších Západních Karpat, která leží na území Česka, Slovenska a Polska.
Polský výraz "Beskidy Zachodnie" také znamená „Západní Beskydy“, ale území, které označuje, se nekryje se Západními Beskydy definovanými v geomorfologickém členění Česka. Makroregion Západní Beskydy, definovaný v polském a mezinárodném členění, je širší území, které vedle českých částí Západních Beskyd zahrnuje také slovenské Kysucké Beskydy, Oravskou Maguru, jakož i řadu dalších celků na území Polska.
Nejvyšší hora Západních Beskyd je Lysá hora v Moravskoslezských Beskydech.
Západní Beskydy jsou jedinou oblastí Beskyd, která zasahuje na české území, konkrétně na území Moravskoslezského a Zlínského kraje.

## Dělení

Západní část Západních Beskyd, vyznačena červeně

Dělí se na následující geomorfologické celky:
- e1 = Hostýnsko-vsetínská hornatina
- e2 = Moravskoslezské Beskydy
- e3 = Turzovská vrchovina
- e4 = Jablunkovská brázda
- e5 = Rožnovská brázda
- e6 = Jablunkovské mezihoří
- e7 = Slezské Beskydy
- e8 = Kotlina Żywiecka

V polském geomorfologickém členění tomuto území odpovídají tři mezoregiony:
- 513.44 Moravskoslezské Beskydy (Beskid Śląsko-Morawski), zahrnuje i Hostýnsko-vsetínskou hornatinu, Rožnovskou brázdu, Turzovskou vrchovinu a západní část Jablunkovské brázdy
- 513.45 Slezské Beskydy (Beskid Śląski), zahrnuje i východní část Jablunkovské brázdy a Jablunkovské mezihoří
- 513.46 Kotlina Żywiecka